# Amphicerus simplex
Amphicerus simplex es una especie de escarabajo del género Amphicerus, categorizada en la tribu Bostrichini, de la familia Bostrichidae. Fue descrita por Horn en 1885.
Mide 6,5-9 mm de longitud. Se distribuye por América del Norte: Estados Unidos.